# Marie von Wartenberg
Marie Friederike von Wartenberg auch Marie von Wartenburg (geb. Esmarch) (* 6. August 1826 in Sønderborg; † 5. April 1917 in Berlin-Wilmersdorf) war eine deutsche Malerin.

## Leben

### Familie
Marie von Wartenberg war die Tochter des Sonderburger Bürgermeisters Heinrich Carl Esmarch; der spätere Jurist Karl Esmarch war ihr älterer Bruder.
Am 13. November 1850 heiratete sie in Altona den preußischen Hauptmann Karl Eduard von Wartenberg (* 21. März 1812 in Guhlsdorf; † 6. Dezember 1894 in Wusterhausen); gemeinsam hatten sie einen Sohn. Die Familie siedelte später nach Frankfurt an der Oder über, wo ihr Vater von 1857 bis zu seinem Tod Präsident des Appellationsgerichts war.
Ihr Enkel war der spätere Chemiker Hans Joachim von Wartenberg und ihr Großvater der Justizrat Christian Hieronymus Esmarch; ihre Cousine Constanze (1825–1865) war die erste Ehefrau von Theodor Storm.

### Werdegang
Durch die Kontakte ihres Vaters erhielt Marie von Wartenberg bereits früh Kontakt zur Familie des Herzogs Christian August von Schleswig-Holstein-Sonderburg-Augustenburg.
Zu ihrer schulischen und malerischen Ausbildung liegen keine Erkenntnisse vor.
Nach ihrer Übersiedlung nach Frankfurt an der Oder war sie die erste Förderin des Malers Anton von Werner, den sie 1862 an die Karlsruher Kunstakademie und an den mit ihr bekannten Dichter Viktor von Scheffel vermittelte; die Illustrationen zu Scheffels Werken waren seine ersten Erfolge als Illustrator und begründeten später den Ruhm Anton von Werners.
Von 1890 bis 1915 war sie Mitglied des Vereins der Berliner Künstlerinnen und war in den Jahren 1890, 1892 und 1898 auf dessen Ausstellungen vertreten. Sie stellte ihre Werke auch 1893 auf der Großen Berliner Kunstausstellung sowie als Mitglied der Schleswig-Holsteinischen Kunstgenossenschaft Porträts und Genrestücke auf deren Ausstellungen 1894 und 1896 aus.
1896 wurden ihre Bilder auf der Provinzialausstellung wie folgt charakterisiert, … die beiden Genrebilder … gefielen um der ihnen innewohnenden gemüthlich-humoristischen Stimmung willen, waren aber freilich nicht ohne süßlichen Beigeschmack und ließen das Modell stark erkennen.
Von ihren Porträts ist besonders jenes von Theodor Storm bekannt, von dem dieser am 10. Oktober 1884 in einem Brief an seine Tochter Elsabe schrieb, … Tante Mini hat mich sehr hübsch und ähnlich in lebensgroßem Brustbild gemalt.

## Werke (Auswahl)
Die Bilder von Marie von Wartenberg befinden sich im Nissenhaus in Husum.